# Primærfarver
Primærfarver er farver der ikke kan produceres ved at blande andre farver. Alle rene farver kan dannes ved at blande primærfarver i forskellige forhold.
Der er to forskellige måder at blande farver på – hhv. additiv og subtraktiv farveblanding. De to metoder har hver deres primærfarver – for additive farver er det rød, grøn og blå, mens det for subtraktive farver er magenta, gul og cyan. Det additive farvesystem anvendes fx i tv-apparater og computerskærme, mens det subtraktive farvesystem anvendes til farvetryk på papir og lignende medier. I det additive system er udgangsfarven på mediet (skærmen) sort – jo mere farve der tilføjes, desto lysere bliver den viste farve. I det subtraktive system er mediet (papiret) hvidt – og jo mere farve der tilføjes, desto mørkere bliver resultatet. Det subtraktive farvesystem danner desuden basis for farvesystemet CMYK der anvendes i den grafiske branche.